# Gouritsmond
Gouritsmond è una cittadina costiera sudafricana situata nella municipalità distrettuale di Eden nella provincia del Capo Occidentale.

## Geografia fisica
Il piccolo centro abitato sorge sulla costa presso la foce del fiume Gourits a circa 30 chilometri a sud-ovest della città di Mosselbaai. 